# Otenis epaphra
Otenis epaphra är en skalbaggsart som beskrevs av Heller 1917. Otenis epaphra ingår i släktet Otenis och familjen långhorningar. Inga underarter finns listade i Catalogue of Life.